# فالد
فالد (بالألمانية: Wald) هي إحدى بلديات مقاطعة هينفيل في كانتون زيورخ بسويسرا. تبلغ مساحتها 25.25 كيلومتر مربع، ويقدر عدد سكانها بـ 9815 نسمة (حسب تعداد ديسمبر 2017).

## أعلام
- سيندي ميرلو
- روبرت غريم